# Nikolaï Ichoutine

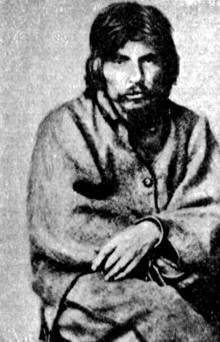
Nikolaï Ichoutine, prisonnier (vers 1875).

Nikolaï Andreïevich Ichoutine (en russe : Николай Андреевич Ишутин), né le 3 novembre 1840 (15 novembre dans le calendrier grégorien) et mort le 5 janvier 1879 (17 janvier dans le calendrier grégorien), est un militant révolutionnaire influencé par les idées du socialisme utopique, qui complota contre le pouvoir du tsar Alexandre II de Russie.

## Biographie
Nikolaï Ichoutine était un notable dans sa ville natale de Serdobsk. Il grandit à Penza dans la famille de son cousin Dmitri Karakozov.
En 1863, Nikolaï Ichoutine s’inscrit en tant qu'auditeur libre à l'université d'État de Moscou, où il organisa de la propagande révolutionnaire parmi les étudiants. C'est cette même année qu'il créa une société secrète révolutionnaire connue sous le nom de société Ichoutine.
Le 8 avril 1866, il fut arrêté à la suite de la tentative d’assassinat d'Alexandre II par son cousin Dmitri Karakozov. La Cour suprême le condamna à mort et il fut emmené à l’échafaud, où on lui banda les yeux et sa tête enveloppée dans un sac blanc. On lui passa la corde autour du cou et il attendit ainsi une dizaine de minutes sa mort devant une foule de spectateurs. Soudain un messager arriva et présenta aussitôt une lettre de l'empereur qui annonçait la grâce d'Ichoutine. La foule éclata de joie et applaudit la décision. 
La pratique du simulacre d'exécution était couramment pratiquée à l'époque. Ainsi en décembre 1849, l'écrivain Fiodor Dostoïevski connut une situation semblable.
Ichoutine sauvait ainsi sa vie mais restait néanmoins condamné pour le restant de ses jours. Il fut d'abord emprisonné en isolement dans la forteresse de Chlisselbourg. Sombrant dans la maladie mentale, il fut déporté en Sibérie. Déplacé de katorga en katorga au cœur de la Transbaïkalie, il mourut en plein hiver, au début de l'année 1879.  